# Grazielanthus arkeocarpus
Grazielanthus arkeocarpus är en tvåhjärtbladig växtart som beskrevs av Peixoto & Per.-moura. Grazielanthus arkeocarpus ingår i släktet Grazielanthus och familjen Monimiaceae. Inga underarter finns listade i Catalogue of Life.